# Cannelé
À ne pas confondre avec le cannelé de cannelure.
Le cannelé, également écrit canelé (en occitan canelat[réf. nécessaire]), est un petit gâteau bordelais, en forme de cylindre cannelé, à pâte molle et tendre, parfumé au rhum et à la vanille, et cuit dans un moule originellement en cuivre, qui lui donne une fine croûte caramélisée.

## Étymologie

### Cannelé
Il est tentant de rapprocher le mot cannelé de la forme qu’il présente. D’autres théories le rapprochent du nom d’autres gâteaux bordelais, appelés cannelet, canelet, millas-canelé voire canaule ou encore canaulé ou canaulet, et dont cannelé serait une variante ou un synonyme[réf. souhaitée].
Le cannelé serait cuit dans des moules à cannelures en raison de son nom d'origine, et non l'inverse, le canaule étant une sorte de pain au jaune d'œuf au XIXe siècle dont le cannelé serait une version enrichie[réf. souhaitée].
Il s'agit de l'orthographe préconisée par l'Académie française.

### Canelé (avec un seul n)
Lors de sa fondation le 24 mars 1985, la confrérie du canelé de Bordeaux instaure la graphie à un seul n, à des fins d’enregistrement d'une marque collective, pour distinguer ceux qui sont fabriqués à Bordeaux.

## Histoire
Le cannelé n’a pas d’origine certaine. La légende tient qu’il fut inventé dans le couvent des Annonciades de Bordeaux, préparé par les nonnes pour nourrir les pauvres. La fermeture du couvent en 1791 aurait mené à une lente désuétude de la recette, mais celle ci reparut progressivement à partir du début des années 1980. 
La légende de la création du cannelé manque cependant de fondements et pourrait être issue d’une confusion entre différentes pâtisseries. Il est notamment possible que le cannelé bordelais soit une évolution de la canole limougeaude vendue à Bordeaux au XVIIIe siècle. Bien que certains ingrédients soient similaires, l'aspect commun de ces derniers rend difficile tout rapprochement certain entre les deux spécialités. 
Un moule cannelé apparut en 1792 dans un acte juridique, mais sans élément probant permettant de le lier au cannelé.  
Le silence à son sujet de certaines sources spécialisées de la fin du XIXe siècle et du début du XXe siècle peut être interprété comme la preuve de la désuétude de la recette, ou d’une origine bien plus tardive. 
La première mention attestée du cannelé se trouve dans La Maison au bord du fleuve de Jean Balde, datant de 1937. Elle resta une mention isolée jusqu'aux années 1970.  
À posteriori, l’histoire du cannelé est reliée au rôle de Bordeaux dans le commerce triangulaire. Le sucre, la vanille et le rhum sont considérés comme des témoignages du lien privilégié entre la ville et la colonie des Antilles productrice de ces matières premières. Son histoire est également reliée aux pratiques viticoles de la région par l'intermédiaire d'un autre de ses ingrédients essentiels, le jaune d'œuf. Effectivement dans le processus de collage du vin, les châteaux bordelais utilisaient des blancs d'œuf avant vieillissement pour agglutiner les matières rendant le vin trouble. Le surplus de jaune servait donc à la fabrication des cannelés,. 
Dans les années 1980, le maire de Bordeaux, Jacques Chaban-Delmas, percevant la valeur promotionnelle qu’il pouvait avoir pour la ville, a alors affirmé sa notoriété en le proposant régulièrement lors des réceptions à l’Hôtel de ville.
Au début des années 1990, on compte 800 fabricants de cannelés en Aquitaine dont 600 en Gironde, essentiellement des boulangers-pâtissiers ne commercialisant que dans leur boutique[réf. souhaitée].
En 1992, la consommation de cannelés en Gironde est évaluée à 4,5 millions d'unités.
Il existe deux producteurs majeurs de cannelés en Gironde, Baillardran et La Toque Cuivrée, qui diffusent ces produits de manière globale.

## Préparation

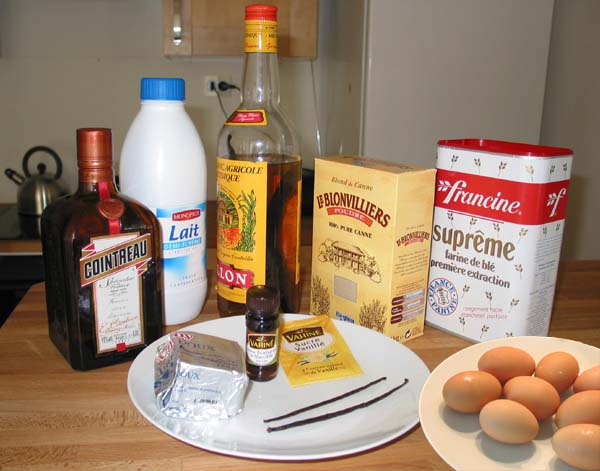
Les ingrédients.

Les ingrédients du cannelé sont le lait, les œufs, la farine, le beurre, la vanille, le rhum et le sucre de canne — tous en proportions variables, au gré des personnalisations.
Le cannelé est une pâte à crêpes (donc très liquide) délicatement parfumée mais très sucrée, mise à cuire dans un petit récipient très conducteur de chaleur, ce qui assure une fine caramélisation extérieure tout en conservant un cœur moelleux.

## Tailles
- le cannelé classique : il pèse environ 60 g et mesure 5 cm[13]
- le lunch : il pèse environ 30 g et mesure 3,5 cm
- la bouchée : il pèse environ 15 g et mesure 2 cm

## Recettes à base de cannelés
Il existe également des cannelés salés (fromage, jambon, chorizo,  foie gras, saumon, courgette, ...), ainsi que des cannelés à l'Armagnac.
À noter qu'il existe une recette (appelée profiterole à la bordelaise ou cannerole), dérivée de la profiterole, où le cannelé remplace la chouquette, ainsi que des glaces aux cannelés, du thé au cannelé ou encore du rhum arrangé aux cannelés.

## Championnat du monde de cannelé
De 2012 à 2018 s'est tenu un championnat du monde annuel de cannelés, le cannelénium. Il était organisé par la radio publique France Bleu. Se tenant à Bordeaux, il faisait cohabiter une épreuve professionnelle et une épreuve amateur. Le cannelénium amateur avait pour but de récompenser le meilleur cannelé sucré fait par un cuisinier non professionnel selon la recette traditionnelle. La version professionnelle visait à élire le meilleur cannelé salé, selon des recettes originales créées par des chefs. 